# مارتین تاوارس
مارتین تاوارس (انگلیسی: Martim Tavares؛ زادهٔ ۱۰ نوامبر ۲۰۰۳) بازیکن فوتبال اهل پرتغال است که در حال حاضر برای باشگاه فوتبال بوآویشتا بازی می‌کند. 
وی همچنین در تیم ملی فوتبال زیر ۲۰ سال پرتغال بازی کرده است.